# Јарославска област
Јарославска област (рус. Ярославская область), позната и као Јарослављска област, је конститутивни субјект Руске Федерације са статусом области на простору Средишњег федералног округа у европском делу Русије.
Административни центар области је град Јарослављ.

## Етимологија
Јарославска област има слично име као и град где се налази њен административни центар, Јарослављ. Овај град основан је у XI веку, на месту где су постојала насеља и пре нове ере. Оснивач новог града био је велики кнез Кијевске Русије Јарослав Мудри, па је и град по њему добио име, а касније и област. Током своје историје, град се неформално називао и Јарославов (или Јарослављев) град, а територија под контролом града Јарославска (или Јарослављева) кнежевина, затим губернија и на крају област. Међутим, неретко у српској литератури се град (а понекад и цела област) назива Јарославље.

## Становништво
| 1989.     | 2002.     | 2010.     |
| --------- | --------- | --------- |
| 1,470,357 | 1,367,398 | 1,272,468 |